# James Corrigan
Pour les articles homonymes, voir Corrigan.
James Corrigan (né le 17 octobre 1867, mort le 28 février 1929), est un acteur américain. Il apparait dans au moins 16 films entre  1920 et 1927.
Il est né à Dayton, Ohio, et mort à  Los Angeles en Californie.
Il a été marié avec l'actrice Lillian Elliott, et est le père de l'acteur Lloyd Corrigan.

## Filmographie
- 1920 : L'Homme au couteau (The Jack-Knife Man) de King Vidor : George Rapp
- 1921 : Les Millions de Fatty (Brewster's Millions) : Mr. Ingraham ||
- 1921 : The Sky Pilot : Honorable Ashley
- 1921 : Le Gosse infernal (Peck's Bad Boy) : George W. Peck - Henry's Pa
- 1921 : Lavender and Old Lace : Jimmy Ball
- 1922 : A Front Page Story : Matt Hayward
- 1923 : Divorce (en) : George Reed
- 1923 : Her Reputation : 'Dad' Lawrence
- 1923 : April Showers de Tom Forman : Matt Gallagher
- 1924 : The Man from Wyoming : Governor of Wyoming
- 1924 : Plus de femmes ! (The White Sin) : Peter Van Gore
- 1924 : The Law Forbids : John Martin
- 1925 : Une femme sans mari (A Slave of Fashion) : Father Emerson
- 1925 : Le Réprouvé (Durand of the Bad Lands) : Joe Gore
- 1926 : Une femme aux enchères (The Auction Block) de Hobart Henley : Mr. Knight
- 1927 : Johnny Get Your Hair Cut : Pop Slocum